# A. L. Katz
Alan L. Katz ist ein US-amerikanischer Autor und Produzent von Fernsehserien und Filmen.
Katz wurde vor allem durch seine Arbeit an der Fernsehserie Geschichten aus der Gruft bekannt. Er wirkte weiterhin an unterschiedlichen Produktionen vorwiegend im Horrorbereich mit.

## Filmografie (Auswahl)
- 1988–1990: Freddy's Nightmares (Fernsehserie, Autor von vier Folgen)
- 1989–1996: Geschichten aus der Gruft (Fernsehserie, Story-Bearbeiter ab Staffel 3 und Co-Produzent ab Staffel 4, Autor von neun Folgen)
- 1992: Kinder des Zorns 2 – Tödliche Ernte (Drehbuch gemeinsam mit Gilbert Adler)
- 1995: Ritter der Dämonen (Produzent als Alan Katz)
- 1995: W.E.I.R.D. World
- 1996: Bordello of Blood (Drehbuch gemeinsam mit drei weiteren Autoren)
- 1998–2005: Outer Limits – Die unbekannte Dimension (Fernsehserie, Mitwirkung an mindestens zehn Folgen)
- 2003–2005: Jeremiah – Krieger des Donners (Fernsehserie, Autor von Folge 1x13)
- 2005: Bloodsuckers (Story Consultant)